# 1990 QW10
1990 QW10 är en asteroid i huvudbältet som upptäcktes den 27 augusti 1990 av den amerikanske astronomen Henry E. Holt vid Palomarobservatoriet.
Asteroiden har en diameter på ungefär 4 kilometer.